# Une chute de cinq étages
Une chute de cinq étages er en fransk stumfilm fra 1906 af Georges Méliès.